# Wahlkreis Dundee City West
| Dundee City West                       |
| -------------------------------------- |
| Dundee City West · North East Scotland |
| Gebildet                               |
| 2011                                   |
| Abgeordneter                           |
| Joe FitzPatrick (SNP)                  |
| Regionen                               |
| Dundee                                 |

Dundee City West ist ein Wahlkreis für das Schottische Parlament. Er wurde 2011 als einer von zehn Wahlkreisen der Wahlregion North East Scotland eingeführt, die im Zuge der Revision der Wahlkreise im Jahre 2011 neu zugeschnitten und von neun auf zehn Wahlkreise erweitert wurde. Hierbei wurde der Wahlkreis Dundee City West im Wesentlichen aus Gebieten des ehemaligen Wahlkreises Dundee West gebildet. Er umfasst den westlichen Teil der Stadt Dundee und entsendet einen Abgeordneten.
Der Wahlkreis erstreckt sich über eine Fläche von 32,8 km2. Im Jahre 2020 lebten 77.911 Personen innerhalb seiner Grenzen.

## Wahlergebnisse

### Parlamentswahl 2011
| Ergebnisse der Parlamentswahl 2011 | Ergebnisse der Parlamentswahl 2011 | Ergebnisse der Parlamentswahl 2011 | Ergebnisse der Parlamentswahl 2011 |
| Partei                             | Kandidat                           | Stimmen                            | %                                  |
| ---------------------------------- | ---------------------------------- | ---------------------------------- | ---------------------------------- |
| SNP                                | Joe FitzPatrick                    | 14.089                             | 57,6                               |
| Labour                             | Richard McCready                   | 7684                               | 31,4                               |
| Conservative                       | Colin Stewart                      | 1625                               | 6,6                                |
| Liberal Democrats                  | Alison Burns                       | 1063                               | 4,3                                |
| Wahlbeteiligung: ( %)              |                                    |                                    |                                    |

### Parlamentswahl 2016
| Ergebnisse der Parlamentswahl 2016 | Ergebnisse der Parlamentswahl 2016 | Ergebnisse der Parlamentswahl 2016 | Ergebnisse der Parlamentswahl 2016 | Ergebnisse der Parlamentswahl 2016 |
| Partei                             | Kandidat                           | Stimmen                            | %                                  | ±                                  |
| ---------------------------------- | ---------------------------------- | ---------------------------------- | ---------------------------------- | ---------------------------------- |
| SNP                                | Joe FitzPatrick                    | 16.070                             | 57,8                               | +0,2                               |
| Labour                             | Jenny Marra                        | 7.242                              | 26,1                               | −5,4                               |
| Conservative                       | Nicola Ross                        | 2.826                              | 10,2                               | +3,5                               |
| Liberal Democrats                  | Daniel Coleman                     | 1.008                              | 3,6                                | −0,7                               |
| TUSC                               | Jim McFarlane                      | 642                                | 2,3                                | −0,7                               |
| Wahlbeteiligung:                   |                                    |                                    |                                    |                                    |

### Parlamentswahl 2021
| Ergebnisse der Parlamentswahl 2021 | Ergebnisse der Parlamentswahl 2021 | Ergebnisse der Parlamentswahl 2021 | Ergebnisse der Parlamentswahl 2021 | Ergebnisse der Parlamentswahl 2021 |
| Partei                             | Kandidat                           | Stimmen                            | %                                  | ±                                  |
| ---------------------------------- | ---------------------------------- | ---------------------------------- | ---------------------------------- | ---------------------------------- |
| SNP                                | Joe FitzPatrick                    | 19.818                             | 61,6                               | +3,8                               |
| Labour                             | Mercedes Villalba                  | 6.899                              | 21,5                               | −4,6                               |
| Conservative                       | Tess White                         | 3.327                              | 10,3                               | +0,1                               |
| Liberal Democrats                  | Daniel Coleman                     | 1.269                              | 3,9                                | +0,3                               |
| TUSC                               | Jim McFarlane                      | 432                                | 1,3                                | −1,0                               |
| Restore Scotland                   | Ewan Gurr                          | 410                                | 1,3                                | +1,0                               |
| Wahlbeteiligung: 57 %              |                                    |                                    |                                    |                                    |